# Хранитељство
Хранитељство, пракса одгајања детета које није њихово, разликује се од усвајања по томе што се родитељи детета, не хранитељски родитељи, још увек гледају као родитељи тог детета. У многим западњачким друштвима хранитељство може бити организовано од стране државе да се брину за децу са проблематичним родитељима, али углавном је привремено. У многим пре-модерним друштвима је хранитељство била форма покровитељства, где би имућне фамилије зацементирале политичке односе тако што би међусобно одгајали њихову децу, налик уговореним браковима, такође базирано на династијске или савезне прорачуне.

## Хранитељства у Хебридима
У својој књизи Пут на западна острва Шкотске (1775) писац Самјуел Џонсон описује обичај старатељства како га је он видео у пракси.

## Књижевна хранитељства
У античкој Ирској, олами (енгл. ollams) су учили децу или за паре или без накнаде. Децу су учили специфичним занатима и били су третирани као део породице чак иако су њихове везе са њиховим оригиналним породицама покидане.